# Bojan Radulović (calciatore)
Bojan Radulović Samouković (in serbo Бојан Радуловић Самоуковић?; Lleida, 29 dicembre 1999) è un calciatore spagnolo naturalizzato serbo, attaccante dell'Huddersfield Town.

## Carriera

### Club
Nato a Lleida da madre spagnola e padre serbo – l'ex difensore del Lleida Radoslav Radulović – Bojan cresce nel settore giovanile del Lleida, con cui debutta in prima squadra il 27 agosto 2017 nel match di Segunda División B pareggiato 1-1 contro il Real Saragozza B. Il 29 novembre 2017, nella gara di ritorno dei sedicesimi di Coppa del Re in trasferta contro la Real Sociedad, realizza all'87' minuto il gol partita che permette al Lleida Esportiu di espugnare per 3-2 il campo della società basca, conquistando così il passaggio del turno.
Nel febbraio del 2018 viene acquistato a titolo definitivo dagli inglesi del Brighton, che lo aggregano alla propria formazione Under-23; nel corso degli anni seguenti fa ritorno due volte in Spagna in prestito, nel 2018 all'Espanyol B e nel 2020 all'Alavés B, club impegnati in entrambi i casi nel campionato di Segunda División B.
Il 17 agosto 2020 viene rilevato a titolo definitivo dagli svedesi dell'AIK. Nella seconda metà dell'Allsvenskan 2020, il tecnico Bartosz Grzelak lo schiera in tre gare. Nel corso della stagione seguente, il 4 luglio 2021 segna la sua prima rete ufficiale in Svezia nella sconfitta esterna per 2-1 contro l'Häcken, ripetendosi poi sei giorni dopo nella vittoria interna per 2-1 sul Varberg. Il suo terzo gol stagionale lo realizza il 16 agosto sul campo del Sirius, decidendo la partita all'89' minuto. Nell'arco di quel campionato ottiene 6 presenze da titolare e 20 da subentrante, con 3 gol totali.
Nel febbraio del 2022, prima dell'inizio della stagione, l'AIK ha girato Radulović ai finlandesi dell'HJK fino al successivo 31 luglio attraverso un prestito che prevedeva anche un'opzione di acquisto, poi effettivamente esercitata.

### Nazionale
Ha giocato nella nazionale serba Under-19.

## Statistiche

### Presenze e reti nei club
Statistiche aggiornate al 31 dicembre 2021.
| Stagione        | Squadra         | Campionato      | Campionato | Campionato | Coppe nazionali | Coppe nazionali | Coppe nazionali | Coppe continentali | Coppe continentali | Coppe continentali | Altre coppe | Altre coppe | Altre coppe | Totale | Totale |
| Stagione        | Squadra         | Comp            | Pres       | Reti       | Comp            | Pres            | Reti            | Comp               | Pres               | Reti               | Comp        | Pres        | Reti        | Pres   | Reti   |
| --------------- | --------------- | --------------- | ---------- | ---------- | --------------- | --------------- | --------------- | ------------------ | ------------------ | ------------------ | ----------- | ----------- | ----------- | ------ | ------ |
| 2017-2018       | Lleida          | SDB             | 13         | 1          | CR              | 5               | 1               |                    | -                  | -                  |             | -           | -           | 18     | 2      |
| 2018-gen. 2019  | Espanyol B      | SDB             | 8          | 1          |                 | -               | -               |                    | -                  | -                  |             | -           | -           | 8      | 1      |
| gen.-giu. 2020  | Alavés B        | SDB             | 6          | 0          |                 | -               | -               |                    | -                  | -                  |             | -           | -           | 6      | 0      |
| 2020            | AIK             | A               | 3          | 0          | CS              | 1               | 0               |                    | -                  | -                  |             | -           | -           | 4      | 0      |
| 2021            | AIK             | A               | 26         | 3          | CS              | 1               | 1               |                    | -                  | -                  |             | -           | -           | 27     | 4      |
| Totale carriera | Totale carriera | Totale carriera | 56         | 5          |                 | 7               | 2               |                    | -                  | -                  |             | -           | -           | 63     | 7      |

## Palmarès

### Club
- Campionato finlandese: 2

HJK: 2022, 2023
- Coppa di Lega finlandese: 1

HJK: 2023

### Individuale
- Capocannoniere della Veikkausliiga: 1

2023 (18 gol)